# Michael Barrios
Michael Barrios (Barranquilla, 1991. április 21. –) kolumbiai labdarúgó, az amerikai Colorado Rapids csatárja.

## Pályafutása
Barrios a kolumbiai Barranquilla városában született. Az ifjúsági pályafutását az Uniautónoma akadémiájánál kezdte.
2011-ben mutatkozott be az Uniautónoma felnőtt keretében. 2015. február 20-án az észak-amerikai első osztályban szereplő Dallashoz igazolt. 2021. január 13-án szerződést kötött a Colorado Rapids együttesével. Először a 2021. április 18-ai, Dallas ellen 0–0-ás döntetlennel zárult mérkőzésen lépett pályára. Első gólját 2021. május 23-án, a Los Angeles ellen idegenben 2–1-re elvesztett találkozón szerezte meg.

## Statisztikák
2023. június 25. szerint
| Klub            | Szezon   | Osztály  | Bajnokság | Bajnokság | Kupa és Ligakupa | Kupa és Ligakupa | Nemzetközi | Nemzetközi | Összesen | Összesen |
| Klub            | Szezon   | Osztály  | Meccs     | Gól       | Meccs            | Gól              | Meccs      | Gól        | Meccs    | Gól      |
| --------------- | -------- | -------- | --------- | --------- | ---------------- | ---------------- | ---------- | ---------- | -------- | -------- |
| Dallas          | 2015     | MLS      | 30        | 7         | 2                | 3                | —          | —          | 32       | 10       |
| Dallas          | 2016     | MLS      | 34        | 9         | 4                | 0                | 7          | 2          | 45       | 11       |
| Dallas          | 2017     | MLS      | 34        | 3         | 3                | 0                | —          | —          | 37       | 3        |
| Dallas          | 2018     | MLS      | 35        | 6         | 2                | 0                | 2          | 0          | 39       | 6        |
| Dallas          | 2019     | MLS      | 33        | 5         | 2                | 1                | —          | —          | 35       | 6        |
| Dallas          | 2020     | MLS      | 23        | 1         | 0                | 0                | —          | —          | 23       | 1        |
| Dallas          | Összesen | Összesen | 189       | 31        | 13               | 4                | 9          | 2          | 211      | 37       |
| Colorado Rapids | 2021     | MLS      | 34        | 8         | 0                | 0                | —          | —          | 34       | 8        |
| Colorado Rapids | 2022     | MLS      | 34        | 2         | 1                | 0                | 2          | 0          | 37       | 2        |
| Colorado Rapids | 2023     | MLS      | 16        | 2         | 3                | 1                | —          | —          | 19       | 3        |
| Colorado Rapids | Összesen | Összesen | 84        | 12        | 4                | 1                | 2          | 0          | 90       | 13       |
| Összesen        | Összesen | Összesen | 273       | 43        | 17               | 5                | 11         | 2          | 301      | 50       |

## Sikerei, díjai
Dallas
- US Open Cup
  - Győztes (1): 2016